# Doug Ellis
Herbert Douglas Ellis (n. 3 ianuarie 1924, Cheshire, Anglia, Regatul Unit – d. 11 octombrie 2018, Birmingham⁠(d), Anglia, Regatul Unit) a fost un om de afaceri englez, cunoscut mai ales pentru perioada în care a fost proprietarul clubului Aston Villa F.C..